# 더 넘버스

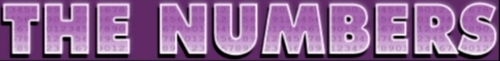

더 넘버스(The Numbers)는 박스 오피스 수익 및 영화 판매 계획을 체계적이고 알고리즘 방식으로 추적하는 웹 사이트이다. 이 사이트는 1997년 기업가 브루스 내시(Bruce Nash)에 의해 시작되었다.

## 같이 보기
- 박스 오피스 모조

## 참고
- http://www.the-numbers.com
- http://www.alexa.com/topsites/category/Business/Investing/Games/Hollywood_Stock_Exchange 보관됨 2016-03-04 - 웨이백 머신
- https://en.wikipedia.org/wiki/List_of_2009_box_office_number-one_films_in_South_Korea
- https://en.wikipedia.org/wiki/Lists_of_box_office_number-one_films